# Chilenosuchus
A Chilenosuchus az aetosaurusok egyik kihalt neme. Fosszíliáit a chilei Antofagasta régióban találták meg. A Chilenosuchus jelenléte a lelőhelyéül szolgáló csontmedrekben ellentétben áll a rétegek megállapított korával. A fosszilis növények és gerinctelenek arra utalnak, hogy a késő karbon vagy a kora perm időszakból származik, azonban a Chilenosuchus egy aetosaurus, e csoport első képviselői pedig a késő triász idején tűntek fel. Az eredeti példányról készült gyenge minőségű fényképek és a kétségtelenül lényeges anyagok hiánya nem teszi lehetővé a határozott osztályozását, így kezdetben sok vita folyt arról, hogy vajon tényleg egy aetosaurus maradványát fedezték-e fel. Egy 2003-as, az anyag áthelyezésével kapcsolatos áttekintés azonban kimutatta, hogy valóban egy aetosaurusról van szó, és a réteg a triász időszakban keletkezett.
A páncéllemezek hasonlósága alapján úgy tűnik, hogy a Chilenosuchus közeli rokonságban áll a Typothoraxszal. Felvetődött, hogy a később létrehozott Typothoraxinae klád tagja lehet a Typothoraxszal és más aetosaurusokkal együtt. Mivel sok egyéb különbség van közte és a további két aetosaurus között, a Chilenosuchus Stagonolepididae családon belüli elhelyezkedése a további maradványok felfedezéséig bizonytalan marad.

## Fordítás
- Ez a szócikk részben vagy egészben a Chilenosuchus című angol Wikipédia-szócikk ezen változatának fordításán alapul.  Az eredeti cikk szerkesztőit annak laptörténete sorolja fel. Ez a jelzés csupán a megfogalmazás eredetét és a szerzői jogokat jelzi, nem szolgál a cikkben szereplő információk forrásmegjelöléseként.